# 播州葡萄園
播州葡萄園（ばんしゅうぶどうえん）は、明治時代の1880年（明治13年）から1896年（明治29年）まで、兵庫県加古郡印南新村（現・加古郡稲美町印南）にあった国営のブドウ園およびワイナリー。跡地は、播州葡萄園跡の名称で国の史跡に指定されている。
座標: 北緯34度44分37.5秒 東経134度56分53.6秒 / 北緯34.743750度 東経134.948222度

## 概要
明治前期の殖産興業政策の国家プロジェクトの一つで、ヨーロッパブドウの栽培とワインの醸造などを目的に1880年（明治13年）開設された。開設当初は、順調にブドウが生育していたが、1885年（明治18年）、フィロキセラによる虫害、さらに大雨と台風の被害を受け、甚大な損害を被った。1888年（明治21年）に民間に払い下げられた後、1896年（明治29年）には廃園状態となった。播州葡萄園に関する資料はほとんど残っていなかったため、長い間、幻のブドウ園であった。1996年（平成8年）、稲美町印南地区の圃場整備中に、多くのレンガなどが出土し、加古川市教育委員会などによる発掘調査により、醸造所であったと思われるレンガ積みやガラス瓶などが出土した。現在、「播州葡萄園歴史の館」が建設され、当時の関連施設の材木の一部や発掘調査で出土した遺物、写真パネルなどで「幻の」播州葡萄園を紹介している。

## 歴史

### 開園まで
加古郡印南新村は、水利の非常に悪いところであり、ほとんどの土地は、畑地として利用され、綿花が主な作物であった。綿花栽培は、江戸時代から姫路藩で奨励されていたものであり、地元の生計を支える唯一のものであった。ところが、元治・慶長から明治初期にかけて、干ばつによる水不足による不作、作付け面積の制限などで綿花栽培は大打撃を受けた。姫路藩時代には、年貢の軽減、援助米の支給などの救済策が取られていたが、廃藩置県により廃止された。また、開国により値段の安い外国綿の輸入で綿花の価格が下落し、販路を失うこととなった。これに追い打ちをかけるように、1873年（明治6年）の地租改正により農民に過大な負担が加わり、印南付近の住民生活は困難を極めた。
このような情勢の中で、北條直正加古郡長は、地元の救済のために納税の金策をはじめ、租税額の減免や納租の延期と疏水事業を興すことに奔走することになった。ちょうどその頃、明治政府の勧農政策として、日本の南西部でのブドウ栽培の試験のための候補地探しの記事が大阪朝日新聞に報じられた。これを見た北條直正は、ブドウ園を誘致することを思い、直ちに上県した。福羽逸人の視察の際の北條郡長の熱心な説得により、印南新村にブドウ園を誘致することに成功した。

### ブドウ園の開園とワインの醸造
播州葡萄園は、明治政府にとって、勧農政策のひとつとして「ブドウ栽培とワイン醸造」を目指した国家の大プロジェクトであった。勧農局により、土地の買い上げが行われたが、その地代全額は、滞納していた地租に割り当てられた。
1880年（明治13年）3月13日、福羽逸人を園長心得として片寄俊、川島梅吉、吉岡常吉の3名が印南新村に到着して開園が進められた。園舎、寄宿舎、納屋等が建設され、東京三田育種場からフランス系のブドウの苗木と園具、園用馬2頭などを持ってきて開園作業が進められた。
1881年（明治14年）には、ブドウ園内には、約5万本のブドウ樹が植えられたが、また果実の収量が少なく、ブドウの果汁の分析に留まった。1882年（明治15年）に日本で初めてフィロキセラが発見されたが、このときは幸い大きな被害はなかった。
1883年（明治16年）から本格的にワインの醸造を試み始めた。この年、園内のブドウの収穫量が100貫（375kg）であり、うち80貫（300kg）で4種類のワインを試醸した。
1884年（明治17年）、日本最初のガラス張りのブドウ温室が建設された。温室の建坪は4.5坪（約14.85平方メートル）であった。この温室の6種類のブドウを試植したところ、秋になって予想以上に良い結果となった。

### フィロキセラの虫害と台風での大打撃
1885年（明治18年）6月29日17時ごろ、ガラス温室のブドウ樹の根に数十匹のフィロキセラが発見された。園内のブドウ樹を調べ、硫化石灰、石灰油で駆逐し、ブドウ樹4648本を支柱とともに焼却した。さらに8月18日、台風が到来し、一昼夜に渡って荒れ狂い、海水に吹かれたブドウ樹が翌日の晴天で照りつけられるという甚大な被害にあった。

### 払下げと閉園
1886年（明治19年）、園長である福羽逸人は、フランス・ドイツ両国への留学を命じられた。その直後、前田正名に経営を委託され、その2年後、金1万円を10か年賦で同氏に払い下げられた。その後、数年にわたり経営されていたが、閉園となった。

## 史跡指定
閉園後、播州葡萄園に関係した資料は、「農務顛末」という国がまとめた文献資料や、当時のものと考えられる古い井戸、移築した納屋などが残っていただけで、長い間「幻の葡萄園」であった。
1996年（平成8年）7月、印南地区の圃場整備事業用地の一角で、偶然にレンガ積みの遺構が発見され、同年10月から11月にかけて発掘調査を行ったところ、ここは1886年（明治19年）に完成した播州葡萄園の大きな醸造場であったことがわかった。
1997年（平成9年）1月に、稲美町教育委員会は、明治前期の国策や、この地域の歴史を理解するための重要な歴史遺産としてこの醸造場の遺構を町指定文化財に指定した。
2006年（平成18年）1月26日、文部科学大臣は播州葡萄園跡を国の史跡に指定した。2007年（平成19年）7月26日で未指定地の一部、360.35平方メートルが国の史跡に追加指定され、史跡指定範囲の面積は全体で51778.43平方メートルになった。
2007年（平成19年）11月30日には、経済産業省の「近代化産業遺産群」に認定された。

## 岡山の温室ぶどうとの関係
1883年（明治16年）、岡山県の大森熊太郎は、ブドウ栽培の研究視察のため上京の途中、播州葡萄園を訪ねた。その時、ヨーロッパブドウを試食し、その香味に驚き、ヨーロッパブドウ栽培の決意を固めたと言われる。そして翌年、大森は、森芳滋を介して、播州葡萄園からヨーロッパブドウのベル（ジョハニス・ベルグリイスリング種か）、ボル（ボルドー・ノアール種か）各100本、ハン（ブラック・ハンブルク種か）、レッド（レッド・マンソン種か）各50本と合わせて200本のたねづるを譲り受け、今までのアメリカブドウ・甲州ブドウの大部分を接ぎかえ、更新した（岡山の果樹園芸史）。
また、岡山の津高で大森とともに研究してきた山内善男は、播州葡萄園の温室を見学し、1886年（明治19年）に当時の御津郡津高村栢谷に、播州葡萄園と同じ型の、片屋根式の幅9尺、長さ18尺の温室を造り、マスカット・オブ・アレキサンドリアの苗木を植え、2年後の1888年（明治21年）に6貫(22.5kg)の収穫を得た。これが現在の温室ブドウ生産の発祥となったものであり、地元では、その初期のマスカット温室が町の中心地に近い道路沿いに復元されている。

## 播州葡萄園の研究成果
播州葡萄園は、短命であったが、明治初期の園芸の先覚者福羽逸人によって研究が重ねられ、後世のブドウ栽培と国産のワイン醸造に大きい役割を果たした。
- 研究内容
  - 各種のブドウを栽培実験して、よい品種を証明すること
  - 醸造用のブドウ品種を選抜すること
  - 剪定・挿し木法の研究
  - ブドウ苗を挿し木で増やし、配布したり、苗木を委託して養成すること
  - ワイン・ブランデーを醸造すること
- 成果
  - 土地の買い上げ代金で印南新村の新租が納められた
  - ブドウ園で働く者が多く、生活に困った人たちが助かり、食料・馬料・建築材などで利益を受ける者もあった
  - 内務・大蔵・農商務の卿、事務官の巡視があり、地元の難状が政府を通じ、疏水事業の国家補助が受けられるようになった
  - 村全体の畑地価があがった
  - 阪神その他の有力者が、二百数十町歩買い上げ、疏水事業や改正重租の負担を軽くした
  - 用地が反当6円で買い上げられたことで、評価額23円という不当さが証明され、租税の減免や延納願いが認められた

## 稲美町郷土資料館・播州葡萄園歴史の館
- 所在地 : 〒675-1114 兵庫県加古郡稲美町国安1286-55（北緯34度44分55.4秒 東経134度55分17.7秒 / 北緯34.748722度 東経134.921583度）
- 開館時間  : 10:00～16:00
- 休業 : 月 年末年始
- 料金 : 無料
- 公式ページ

## 参考書籍
- 稲美町教育委員会 (2000-09-23), 播州葡萄園百二十年, 稲美町教育委員会
- 母里村難恢復史畧